# 明智平索道

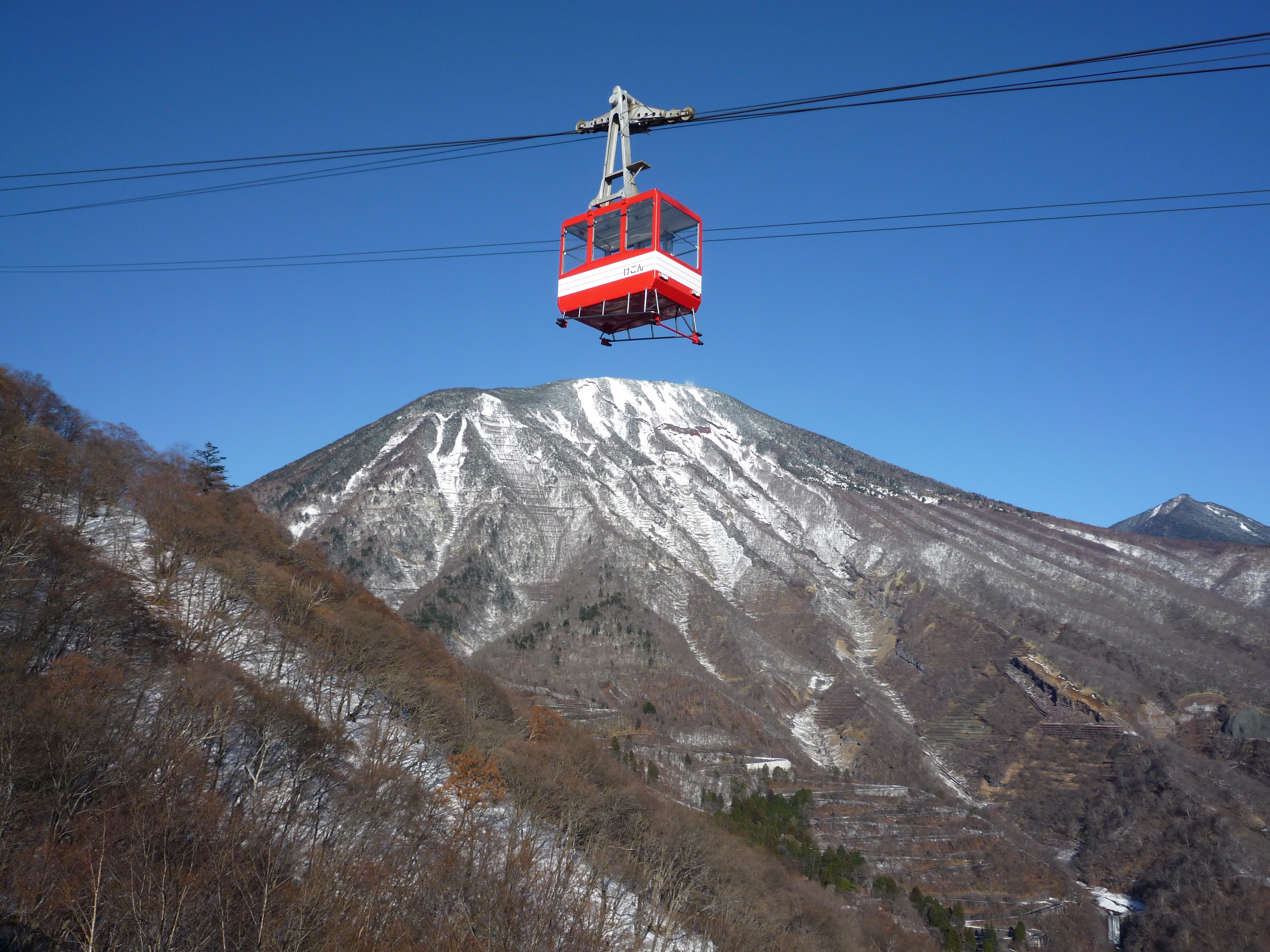
索道和男體山

明智平索道（日语：／）是一條位於栃木縣日光市的索道。

## 概要
路線連接明智平站和展望台站，由東武集團旗下的日光交通營運。從展望台站可望見華嚴瀑布、中禪寺湖和男體山。
曾經在明智平站可途過轉乘纜索鐵路（日光鋼索鐵道線）和電車（東武日光軌道線）以前往國鐵日光站與東武東武日光站。
後來由於國道擠塞，在1968年電車服務廢止。在這個影響下，在1970年纜索鐵路服務也廢下，只留下索道仍然營業。
曾經在明智平站車站大樓內設有大規模休息站（纜索鐵路的車站大樓遺址）「明智平全景休息室」。該處曾經設有Drive In（可讓駕駛人士駛入休息站休息）的功能，後來結束營業。只剩下車站大樓部分，建築物已經拆毀。截至2019年，車站大樓內設有小型商店，另外設有另一座建築物，該處設有輕食商店和廁所。此外，車站大樓與新建築物之間相隔一個空地，在該處設有讓遊客觀看日光市區和纜索鐵路遺址的觀景台。

## 路線資料
- 路線距離：0.3km
- 高低差：86m
- 斜度：30°
- 最高速度：9km/h
- 走行方式：交走式
- 載客量：16人
- 行走時間：3分
- 車站數目：2個

## 歷史
- 1933年11月3日 -  日光登山鐵道啟用。
- 1943年 -  在不要不急線期間把索道撒走，暫停營業。同時日光登山鐵道結業。
- 1950年10月5日 - 東武鐵道接管路線並重開。把不要不急線中未有撒走的唯一索道重開。
- 1985年4月1日 - 索道業務轉讓給日光交通（但是不動產仍然由東武鐵道擁有）
- 2016年4月1日 - 隨著建築物老化，明智平全景休息室內的餐廳暫停營業。食堂及索道繼續營運[2]。
- 2017年11月 - 2018年1月 -  明智平全景休息室拆毀[3]。
- 2018年8月15日 - 明智平全景休息室遺址變成觀景台，同日開幕[1]
- 2021年7月1日 - 停車場由免費變為收費（索道乘客繼續可免費使用）[4]

## 車站列表
明智平站（36°44′13.8″N 139°31′3.8″E / 36.737167°N 139.517722°E）
車站位於日光市細尾町深澤位置，在附近通過第二紅葉坂（中禪寺湖畔方向登山人士惠用）。在1932年至1970年之間可轉乘東武日光鋼索鐵道線（纜索鐵路）。乘車處位於地下室。車站大樓曾經與明智平全景休息室一體化。
展望台站（36°44′14.4″N 139°30′51.4″E / 36.737333°N 139.514278°E）
車站位於栃木縣日光市細尾町。車站大樓2層高。2樓為觀景台。在展望台附近設有行山路線前往茶之木平，在冬季會封閉該行山徑。

## 連接
從日光站、日光道清瀧交匯處方向出發，途經第二紅葉坂處可到達明智平站。第二紅葉坂是一條單程路，只可從日光站方向前往中禪寺湖方向，因此從明智平站離開返回日光站方向時需要繼續向中禪寺湖一方前進，然後經第一紅葉坂回到日光站方向。
曾經中禪寺湖至明智平站之間的第二紅葉坂為雙程路。當時車輛可從中禪寺湖一方直接前往明智平站。後來由於為了解決車輛擠塞問題，上述區間在2019年10月起也改為單程路，因此所有方向的車輛均需要從第一紅葉坂靠近日光一方前往明智平站。
另外，明智平站停車場原本是免費開放。後來2021年7月1日起，除了電單車外，停車場變成收費。但是索道乘客可得到免費票免費泊車。在道路對面的縣營停車場繼續免費使用。
東武巴士日光
在明智平站附近設有巴士路線行走。從日光站、東武日光站可乘坐前往中禪寺溫泉（C系統）、湯元溫泉（Y系統、YK系統）方向的巴士，並於「明智平」下車。上述已經提及，由於單程路的關係，巴士站單向停靠，不會停靠日光站。

## 注腳
1. 1 2  . 下野新聞. 2018-08-15. （原始内容存档于2018-08-15） （日语）.
2. ↑  明智平パノラマレストハウス一部営業休止のおしらせ （页面存档备份，存于）（日語） 日光市觀光協會，2016年4月1日（2017年11月20日參閱）
3. ↑  . 下野新聞. 2017年11月18日  [2017年11月20日]. （原始内容存档于2018-06-30） （日语）.
4. 1 2  . 日光交通. 2021年6月21日  [2021年6月22日]. （原始内容存档于2021年10月29日） （日语）.
5. ↑  第２いろは坂 明智平周辺道路の交通規制について （页面存档备份，存于）日光交通、2019年7月4日、2019年9月26日閲覧

## 外部連結
- 日光交通 明智平索道 （页面存档备份，存于）（日語）
- 明智平索道的1953年天然色彩相片（國會圖書館數碼化收藏）